# Sèrie 450/451 de Renfe
Les sèries 450 i 451 de Renfe és un conjunt de 60 trens de dos pisos adquirits el març de 1988 a GEC-Alsthom amb l'objectiu d'emprar-los per al transport massiu de viatgers en línies amb distàncies curtes i mitjanes entre estacions.
El 9 de juliol de 1990 va començar l'explotació d'aquests 60 cotxes (48 remolcs intermedis i 12 remolcs amb cabina) amb els quals es van formar 12 composicions, la tracció de les quals asseguraven 15 locomotores elèctriques de la sèrie 269-200 que van ser decorades amb els colors de Rodalia (vermell i blanc). Cada composició estava constituïda per quatre cotxes remolc, un remolc amb cabina i una locomotora, formant una composició Rc+R+R+R+R+Loc (Tren push-pull).

## Història
El juny de 1991, davant els bons resultats obtinguts per aquestes unitats i els problemes de falta de fiabilitat i prestacions de les locomotores de la sèrie 269-200, Renfe va decidir adquirir 30 automotrius de dos pisos per tal de substituir-les. En el mateix any també es va signar la compra de 15 unitats completes de la sèrie 450.
Aquest nou material, juntament amb l'adquirit en 1989, va permetre en 1994 configurar el parc definitiu:
- 24 trens de la sèrie 450, formats per dos caps motriu i quatre remolcs intermedis.
- 12 trens de la sèrie 451, (composicions curtes) constituïts per una motriu, un remolc i un remolc amb cabina.

La sèrie 450 circula en les xarxes de rodalia de Madrid i Barcelona, mentre que la 451 ho fa només per la de la Ciutat Comtal (línia R2).
A causa dels atemptats de l'11 de març de 2004, que van tenir lloc a Madrid, 2 cotxes van quedar destrossats i van haver de ser donats de baixa, per això dues UT-450 compten només amb cinc cotxes.
En explotació comercial poden acoblar-se dues composicions de la mateixa o diferent sèrie i circular en comandament múltiple.
El març de 2021 es van adjudicar 211 nous trens a Stadler i Alstom per a substituir els trens de les sèries 450, 451, 447 (primera sèrie) i 446, en 2024 i 2025.
En aquest període, és probable que les unitats de Renfe 450/451 siguin retirades o assignades per a realitzar serveis de Mitjana distància.

## Distribució interior[calcitació]
Els cotxes de dos pisos aprofiten al màxim el gàlib Renfe, d'aquesta manera s'aconsegueixen dos recintes superposats de 1.905 mm d'altura que compten amb cinc seients per fila (2+3) amb un passadís intermedi.
Els cotxes motor estan dotats de cabina de conducció on es troben el pupitre de conducció, el panell superior d'aparells i en la seva part posterior diversos sistemes entre els quals l'electrònica del sistema ASFA. Compten a més amb dos departaments de viatgers (superior i inferior) als quals es té accés des de les plataformes mitjançant escales i en l'extrem posterior una zona per a viatgers.
En els cotxes remolc es troben els dos departaments per a viatgers situats entre les plataformes d'accés i dos recintes extrems on se situen un armari de baixa tensió i el convertidor estàtic auxiliar i en l'altre els serveis i un portaequipatges.

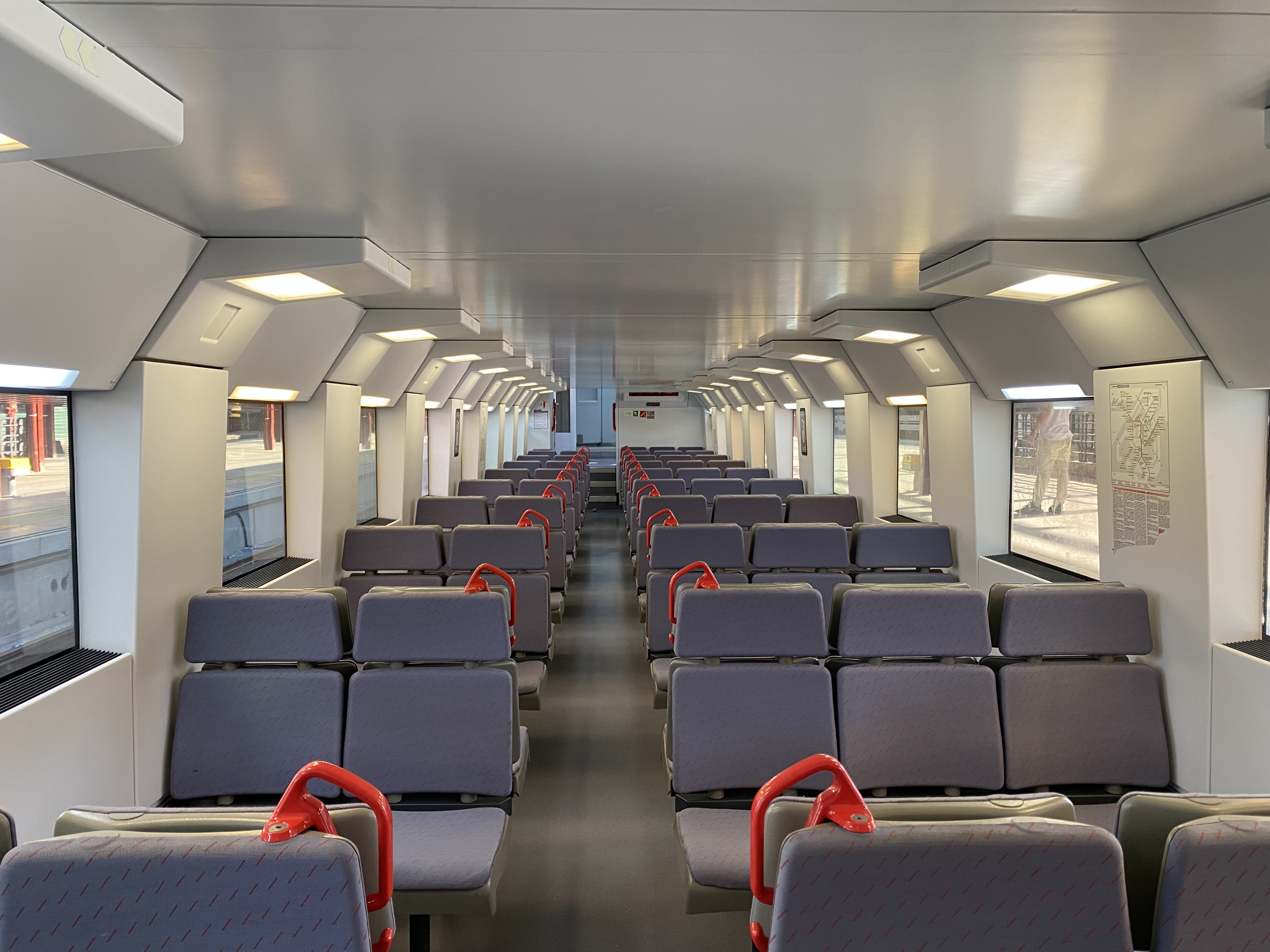
Interior (pis inferior) d'un tren de la Sèrie 450

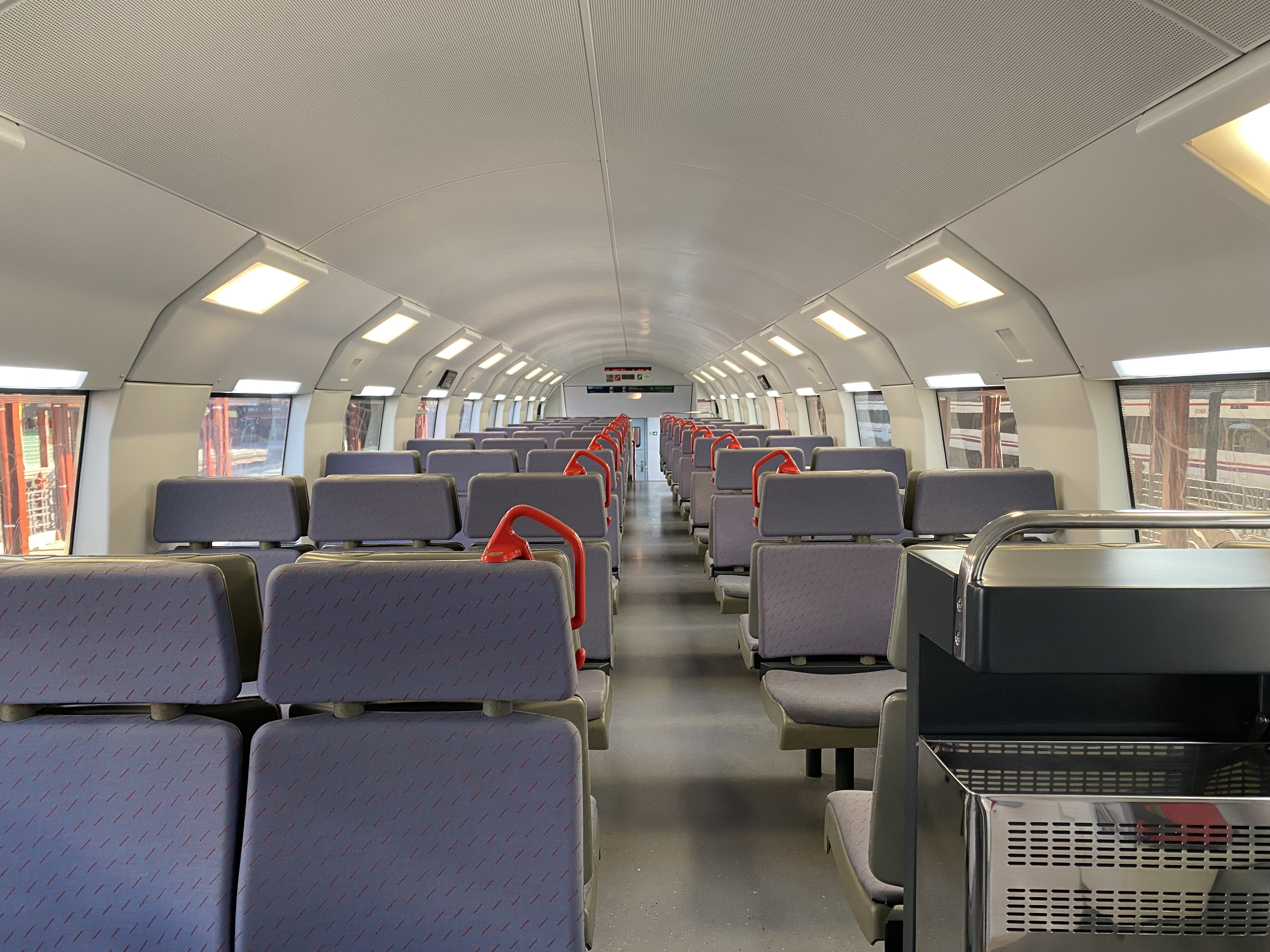
Interior (pis superior) d'un tren de la Sèrie 450

Respecte als trens convencionals, les unitats de dos pisos superen en un 90% les places assegudes i en un 30% les places totals. De les 128 places assegudes de cada cotxe motor, 52 es troben en el pis superior i 76 en l'inferior. En cada cotxe remolc, 92 són en el superior i 96 en l'inferior. Els seients són fixos, de plàstic i resistents al vandalisme.
L'accés a cada cotxe es realitza a través de dues portes de tipus lliscant, de doble fulla i accionament electropneumàtic, amb un pas lliure de 1.300 mm en els cotxes motor i 1.800 mm en els remolcs.
Les finestretes són fixes, de vidre doble, tintades i estan disposades en forma de banda contínua.

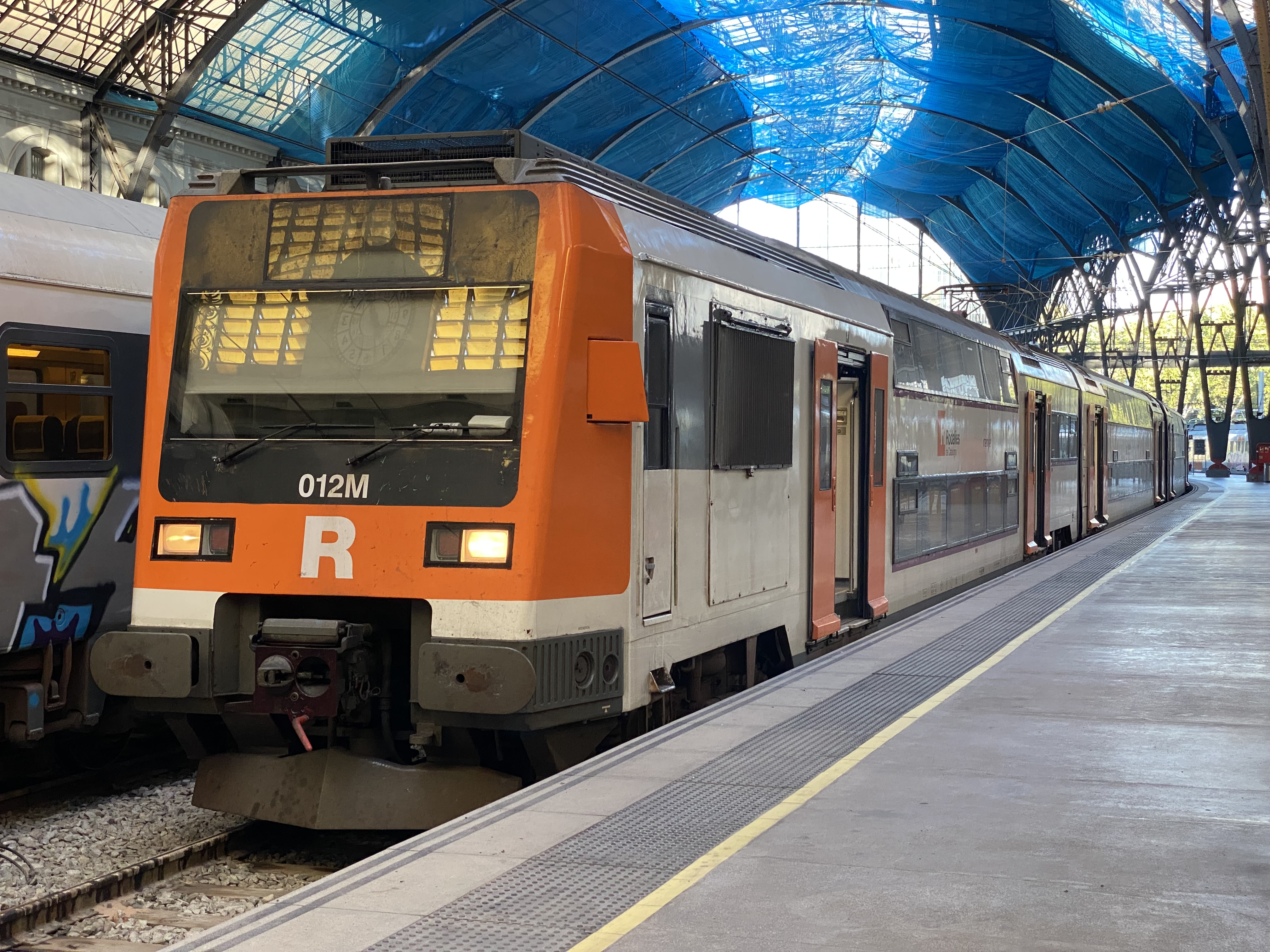
Automotor 451 estacionat a Barcelona-Estació de França

## Components principals[calcitació]

### Caixes
Les caixes són d'estructura enterament metàl·lica, autoportant i estan construïdes en acer al coure.
Van ser realitzades a partir de perfils laminats o plegats en fred, de grans dimensions i petits gruixos. Això permet una reducció del pes enfront de les tècniques anteriorment utilitzades.

### Bogies
Cada cotxe compta amb dos bogies de dos eixos. Estan dotats de suspensió primària per molles helicoïdals i suspensió secundària pneumàtica. Ambdues posseeixen amortidors verticals i la secundària també transversals.
Cada bogie motor porta dos motors de tracció asíncrons trifàsics totalment suspesos i refrigerats per mitjà de ventilació forçada.
Cada motor té una potència contínua de 367 kW, velocitat nominal de 1.470 rpm, velocitat màxima de 3.242 rpm, rendiment de 0,93 i pes de 1.500 kg.
Els bogies estan dissenyats per a poder adaptar-se a l'ample internacional de manera relativament fàcil, reemplaçant els eixos i modificant la posició dels suports dels blocs de fre i les barres antibalanceig.

### Sistemes de fre
Les unitats posseeixen els següents sistemes de fre:
- Fre elèctric de recuperació i reostàtic
- Fre pneumàtic
- Fre d'estacionament, accionat per molla acumuladora i d'afluixament pneumàtic

El fre de servei és combinació de l'elèctric i pneumàtic i recupera energia en la mesura en la qual la catenària ho admet, dissipant així, la resta en forma de calor gràcies a les resistències situades en el sostre de la unitat.

### Equip elèctric

#### Potència
Es troba instal·lat en cadascun dels cotxes motors i consta d'un sistema de captació de corrent per pantògraf (un per cotxe motor) a 3.000 V, un tallacircuit extra-ràpid, un filtre d'entrada, una reactància d'allisat i dos blocs motors, refredament líquid, i quatre motors de tracció.

#### Serveis auxiliars
Estan compostos per un convertidor estàtic de 3.000 Vcc/ 380 Vca, de 120 KVa (cotxes motor) i 95 KVa (cotxes remolc) i una bateria en cada cotxe que alimenta els circuits en baixa tensió d'enllumenat de socors.

### Equip de producció d'aire
El compressor principal de producció d'aire de la motriu es troba instal·lat sota el bastidor. Té un cabal de 2.000 l/min girant a 2900 rpm (revolució per minut). Està dotat d'elements de control de temperatura de l'oli, nivell d'oli i nivell de pressió mínima, entre altres elements.

### Climatització
Les unitats de climatització es troben sobre les plataformes d'accés i distribueixen aire fred o calent als departaments de viatgers. Les cabines dels cotxes motor tenen equips a part de les unitats remolc.

## Altres equips[calcitació]
Les unitats compten amb teleindicadors d'informació a viatgers, senyalització lluminosa i acústica del tancament de portes, megafonia i sistema de comunicació entre maquinista i viatgers.

### Central de seguretat
Permet el registre de velocitat, espai, temps i altres variables relacionades amb la seguretat de la marxa. Crea els nivells de velocitat perquè puguin ser utilitzats per altres sistemes. També s'inclou la protecció de la marxa mitjançant el sistema d'home mort.

### Central d'informació
Informa al maquinista de les incidències o avaries que tenen lloc durant el servei i de com ha de respondre, i també registra les avaries en servei de tota la composició.